# Klášterský javor
Klášterský javor je památný strom v Klášteře u Nepomuka. Javor stříbrný (Acer saccharinum L.) v parku nedaleko Klášterského rybníka a řeky Úslavy mezi dalšími stromy v nadmořské výšce 425 m. Jeho stáří je odhadováno na 135 let, výška stromu je 24 m, obvod kmene 280 cm (měřeno 2012). Zdravotní stav je velmi dobrý. Javor je chráněn od 10. května 2013 jako typický habitus s vysokou dendrologickou hodnotou, významný svým vzrůstem a stářím.

## Památné stromy v okolí
- Javor pod Zelenou Horou